# Shape of My Heart (песня Стинга)
«Shape of My Heart» — песня британского музыканта Стинга из альбома 1993 года Ten Summoner’s Tales. В оригинальном издании на CD представлена десятым по счёту треком. Помимо записи в альбоме издана также на сингле в форматах 7″ и CD, кроме того, эта песня была включена в мини-альбом 1993 года Demolition Man и в концертный альбом 2010 года Live in Berlin. Французский режиссёр Люк Бессон использовал «Shape of My Heart» в своём фильме «Леон».
Авторы песни — Стинг и Доминик Миллер. Миллер сыграл в ней на испанской акустической гитаре. Для исполнения партии на губной гармонике был приглашён американский джазмен Ларри Адлер.
В английском чарте наивысшей позицией сингла было 57 место.

## Общие сведения
В издании Lyrics By Sting кратко изложена история создания песни. По воспоминаниям Стинга, гитарист Доминик Миллер показал ему «красивый гитарный рифф». Находясь под впечатлением от прослушанной мелодии, Стинг отправился на прогулку по берегу реки и через лес, надеясь придумать идею для стихов. Когда он вернулся с прогулки в студию, и текст, и структура новой песни уже были им почти полностью сочинены. Так появилась песня под названием «Shape of My Heart» о «карточном игроке, который играет не ради выигрыша, не нуждается ни в славе, ни в деньгах, который увлечён разгадкой закономерности удачи, пытается найти логику в карточной игре».
Миллер вспоминал, что гитарный рифф возник из разминочного упражнения, сосредоточенного вокруг секстаккордов, родственных музыке Шопена. Он решил избежать третьей ступени аккорда и намеревался сделать последовательность аккордов похожей на сочинения Джона Маклафлина. Когда Стинг обратился к нему с просьбой развить рифф в полноценную песню, Миллер настаивал, что это всего лишь разминочное упражнение, но Стинг тем не менее вернулся с текстом для сопровождения композиции.
Как и все остальные песни альбома, «Shape of My Heart» была записана в студии Lake House, в графстве Уилтшир, смикширована в The Townhouse Studio, в Лондоне, и прошла мастеринг в студии Masterdisk, в Нью-Йорке.
В студии партия губной гармоники была записана Ларри Адлером, в музыкальном фильме Ten Summoner’s Tales вместо Адлера на гармонике сыграл Брендан Пауэр.

## Список композиций
На сингле в формате 7″ на второй стороне записана песня «If I Ever Lose My Faith in You», на сингле в формате CD записаны концертные версии трёх композиций, взятые из видео The Soul Cages Concert:
| №  | Название                         | Автор(ы)              | Длительность |
| -- | -------------------------------- | --------------------- | ------------ |
| 1. | «Shape of My Heart»              | Dominic Miller, Sting | 4:38         |
| 2. | «If I Ever Lose My Faith in You» | Sting                 | 4:29         |

| №  | Название                   | Автор(ы)              | Длительность |
| -- | -------------------------- | --------------------- | ------------ |
| 1. | «Shape of My Heart»        | Dominic Miller, Sting | 4:41         |
| 2. | «The Soul Cages (Live)»    | Sting                 | 6:29         |
| 3. | «The Wild Wild Sea (Live)» | Dominic Miller, Sting | 6:31         |
| 4. | «All This Time (Live)»     | Sting                 | 6:19         |

## Кавер-версии, семплы
На композицию «Shape of My Heart» было написано несколько кавер-версий. Мелодия «Shape of My Heart» была семплирована в целом ряде песен, записанных в различных жанрах. В их числе:
- «The Message» — Nas, из альбома It Was Written (1996)[11];
- «Take Him Back» — Моника, из альбома The Boy Is Mine (1998)[12];
- «Release Me» — Blaque[англ.], из альбома Blaque (1999)[13];
- «Never Let Go» — Хикару Утада, из альбома First Love (1999)[14];
- «Emotional» — Carl Thomas[англ.], из альбома Emotional (2000)[15];
- «Ways of the World» — Lil’ Zane[англ.], из альбома Young World: The Future (2000)[16];
- «Rise & Fall» — Крейг Дэвид, из альбома Slicker Than Your Average, с участием Стинга (2002)[17];
- «Shape» — Sugababes, из альбома Angels with Dirty Faces (2002)[18];
- «I Crave You» — Shontelle, из альбома Shontelligence (2008)[19];
- «For My Soldiers» — Pastor Troy, из альбома Attitude Adjuster (2008)[20];
- «Lucid Dreams» — Juice WRLD, из альбома Goodbye & Good Riddance (2018)[21].

## Участники записи
- Стинг — бас-гитара, вокал;
- Доминик Миллер — испанская гитара, бэк-вокал;
- Дэвид Сэнчиус[англ.] — клавишные;
- Винни Колаюта — ударные;
- Ларри Адлер — губная гармоника.